# سناتش (فلم)
سناتش (بالإنجليزية: Snatch) هو فيلم جريمة كوميدي تم إنتاجه في المملكة المتحدة والولايات المتحدة، وصدر سنة 2000، من بطولة وبينيشيو ديل ورو ودنيس فارينا وبراد بيت وجيسون ستاثام.

## القصة
تتحدث القصة صراع قوي بين أطراف عنيفة للحصول على ماسة قيّمة.
تبدأ أحداث الفيلم بعد سرقة ماسة من عيار 86-قيراط (17.2 غ) في عملية سطو حدثت في أنتويرب، يذهب فرانكي «ذو الأصابع الأربعة» إلى لندن لرؤية تاجر الماس يُدعى دوغ «الزعيم» نيابة عن صائغ مجوهرات في نيويورك يُدعي «العم آفي». ينصح أحد اللصوص الآخرين فرانكي بالحصول على سلاح من عميل كي جي بي السابق بوريس «الشفرة»، ثم يتصل بوريس لاحقًا ويشجعه على سرقة الماس منه قبل أن يتمكن من تسليمه إلى دوغ.
في غضون ذلك، يقنع المروج التركي وصاحب متجر ماكينات القمار التركي العصابات «بريك توب» بوضع الملاكم «جورج الرائع» في منافسة ضد أحد ملاكمين بريك توب. ومع ذلك، عندما يرسل التركي شريكه تومي وجورج لشراء كرفان من مجموعة من رحل أيرلنديون، دخل جورج في معركة مع ميكي أونيل، بطل الملاكمة العاري الذي أصاب جورج بشدة. يقنع التركي ميكي ليحل محل جورج في مباراته القادمة من خلال الموافقة على شراء كرفان جديد لأم ميكي. يوافق بريك توب على التغيير بشرط أن يخسر (يرمي) ميكي المعركة في الجولة الرابعة.
بوريس يعطي فرانكي مسدسًا في مقابل الحصول على خدمة: فرانكي هو وضع رهان نيابة عن بوريس في المراهنات بريك توب. آفي، مع العلم أن فرانكي لديه مشكلة مقامرة، ينتقل إلى لندن مع حارسه الشخصي «روزبود» ليطالب بالألماسة شخصياً. بوريس يستأجر فيني وسول، وهما محتالان صغيران، لسرقة فرانكي أثناء وجوده في مركز المراهنات. تفشل عملية السطو، ويتم القبض على سول وفيني وسائقهم تايرون بالكاميرا، لكنهما تمكنا من خطف فرانكي.
بدلاً من خسارة القتال في الجولة الرابعة، يقرع ميكي خصمه للخارج بضربة واحدة. يغضب بريك توب ويسلب التركي من مدخراته ويطالب ميكي بالقتال مرة أخرى، ويجب أن يخسر هذه المرة. يرفض ميكي القتال مرة أخرى ما لم يشتري التركي كرفان أفضل لأمه، لكن التركي لم يتبق لها أي أموال منذ سرق بريك توب مدخراته. قام رجال بريك توب بتخريب ممرات المقامرة للتركي وحرق كرفان والدة ميكي أثناء نومها بالداخل. وفي الوقت نفسه، بوريس يسترد الألماس ويقتل فرانكي بمسدس. يقوم بريك توب بتتبع سول وفيني وتايرون وصديقهم «باد بوي» لينكولن ويخطط لقتلهم لسرقة المراهنات. سول يساوم على حياتهم من خلال وعد بريك توب بإعطائه الألماس المسروق، ويتم إعطاؤه 48 ساعة لاستعادته.
يقوم آفي ودوغ بتوظيف «رصاصة الأسنان» توني لمساعدتهم في العثور على فرانكي. عندما يؤدي الدرب إلى بوريس، يختطفونه ويسترجعون الألماس، ويتعقبهم سول وفيني وتيرون عن كثب. التركي وتومي، الذين كانوا في طريقهم لشراء بندقية من بوريس، يقودون السيارة في نفس الطريق في ذلك الوقت. عندما يرمي تومي التركي علبة الحليب من نافذة سيارته، فإنها ترش على زجاج توني الأمامي، مما تتسبب في تعطله وقتل روسيبود في هذه العملية. بوريس يهرب من الحطام فقط ليصطدم بسيارة تيرون. يواجه كل من سول وفيني وتيرون توني وأفي في حانة يدرك فيها توني أن مسدسات الثلاثة هي نسخ طبق الأصل، وهو ما يتناقض مع مسدسه الحقيقي، مما يخيفهم ليغادروا. يصل بوريس الجريح ببندقية هجومية وقاذفة قنابل ليبحث عن الألماس، لكن طوني أطلق عليه الرصاص وقتل تيرون في نفس الوقت. يغادر سول وفيني وتيرون المصاب ويهربا مع الألماس الذي يخفيه فيني في بنطاله. عندما أدركهم توني، أخبروه أن الألماس عاد إلى متجر البيدق الخاص بهم. وبمجرد وصولهم إلى هناك، يخرجون الألماس، لكن يبتلعه كلبًا على الفور. يطلق آفي النار على الكلب الهارب، مما أسفر عن مقتل توني. يستسلم حينها آفي ويعود إلى نيويورك.
يوافق ميكي على القتال لتجنب المزيد من المذابح، ولكنه يغرق في حالة سكر بعد جنازة والدته مما يخيف التركي من عدم وصوله إلى الجولة الرابعة. إذا فشل في النزول كما هو متفق عليه، فسيقوم رجال بريك توب بإعدام التركي، وتومي، وميكي، ومخيم المسافرين (الغجر) بأكمله. يصل ميكي إلى الجولة الرابعة، لكن يضرب خصمه فجأة ويطيح به على الأرض. خارج الساحة، يتم قتل بريك توب ورجاله من قبل الغجر. انتظر حتى الجولة الرابعة لإعطاء الغجر الوقت لإتمام الكمين وقتل رجال بريك توب في موقع المخيم.
في صباح اليوم التالي، يجد كل من التركي وتومي موقع المخيم للمسافرين مهجورًا. عندما تواجههم الشرطة، لا يمكنهم شرح سبب وجودهم هناك، حتى يصل كلب فيني فجأة ويدعون أنهم يسيرون فيه. يتم القبض على سول وفيني عندما عثرت الشرطة على جثتي فرانكي وتوني في سيارتهما. يأخذ التركي وتومي الكلب إلى طبيب بيطري لاستخراج لعبة ابتلعها وعندها يكتشفا وجود الألماس في بطنه. يتشاورون مع دوغ حول بيع الألماس ويتصل دوغ بآفي الذي يعود إلى لندن.

## الميزانية والإيرادات
كلف الفيلم 10 ملايين دولار وحقق أرباح تقدر بـ 83.6 مليون دولار.

## وصلات خارجية
- سناتش على موقع IMDb (الإنجليزية)
- سناتش على موقع ميتاكريتيك (الإنجليزية)
- سناتش على موقع روتن توميتوز (الإنجليزية)
- سناتش على موقع نتفليكس (الإنجليزية)
- سناتش على موقع قاعدة بيانات الأفلام العربية
- سناتش على موقع ألو سيني (الفرنسية)
- سناتش على موقع Turner Classic Movies (الإنجليزية)
- سناتش على موقع أول موفي (الإنجليزية)
- سناتش على موقع بوكس أوفيس موجو (الإنجليزية)
- سناتش على موقع فيلمافينيتي (الإسبانية)

سناتش على IMDb
سناتش على Rotten Tomatos
سناتش على AllMovie